# Breadfan
«Breadfan» es una canción de heavy metal de Budgie, apareciendo en su álbum de 1973 Never Turn Your Back on a Friend. El título hace referencia al amor por el dinero, donde  el término "bread" (pan) es el argot del dinero. También fue presentada para el videojuego Brütal Legend y su introducción para el noticiario deportivo brasileño Globo Esporte.

## Versión de Metallica
Metallica lanzó una versión de esta canción en septiembre de 1988 en el lado B de su sencillo «Eye of the Beholder». También fue incluida más tarde en su álbum de 1998 Garage Inc., y también fue usada durante su gira entre los años 1988 y 1989 por el lanzamiento de su disco ...And Justice for All. La versión en directo de esta canción está en el Live Shit: Binge & Purge, tomada de sus conciertos en Seattle el 29 y el 30 de agosto de 1989. También fue tocada varias veces en las giras Madly in Anger with the World y World Magnetic Tour. Un fragmento corto de «Breadfan» es reproducido al principio de su videoclip para «Whiskey in the Jar».

## Otras versiones
- Sweet Savage en 2008 en el festival Wacken Open Air en Alemania.

## Personal
- Burke Shelley - Bajo, voz y guitarra acústica.
- Tony Bourge - Guitarra eléctrica.
- Ray Phillips - Batería.